# كارولاينا لوبيز رودريغيز
كارولاينا لوبيز رودريغيز (بالإسبانية: Carolina Lopez Rodriguez)‏ هي متسابقة يخت إسبانية، ولدت في 15 سبتمبر 1975 في مدريد في إسبانيا.